# Bosc Sectorial d'Esposolla
El Bosc Sectorial d'Esposolla (en francès, oficialment, Forêt Sectionale d'Espousouille) és un bosc del terme comunal de Font-rabiosa, de la comarca del Capcir, a la Catalunya del Nord.
Aquest bosc, d'1,48 km² d'extensió, està situat a l'extrem sud del terme de Font-rabiosa, a ponent del poble d'Esposolla, al llarg del pendís de muntanya que conforma la riba dreta del Galba.
El bosc està sotmès a una explotació gestionada per la comuna de Font-rabiosa, atès que la propietat del bosc és de la comuna. Té el codi identificador de l'ONF F16259I.